# Andonios Papajanu
Andonios Papajanu – grecki gimnastyk. Brał udział w Letnich Igrzyskach Olimpijskich 1896 w Atenach.
Papajanu brał udział w turniejach ćwiczeń na poręczach i ćwiczeń na drążku. Nie zdobył medali w żadnym konkursie, chociaż miejsca, które zajął, nie są znane.